# F.U.E.P.
F.U.E.P. este un extended play înregistrat de cântăreața britanică Lily Allen. A fost lansat pe 31 martie 2009 exclusiv pe magazinul iTunes din Statele Unite ale Americii. Coperta acestuia reprezintă o fotografie cu Allen din ședința foto pentru promovarea albumului It's Not Me, It's You. Conține versiunea cenzurată al cântecului „Fuck You”, interpretarea proprie a piesei lui Britney Spears, „Womanizer” și cântecele de pe fața B a discului single The Fear, intitulate „Fag Hag” și „Kabul Shit”.

## Lista cântecelor
1. „Fuck You” (versiunea cenzurată) (Lily Allen, Greg Kurstin) - 3:41
2. „Fag Hag” (L. Allen, G. Kurstin) - 2:55
3. „Kabul Shit” (L. Allen, G. Kurstin) - 3:45
4. „Womanizer” (versiune acustică) (Nikesha Briscoe, Rafael Akinyemi) - 3:33